# Quero-te Tanto!
Quero-te Tanto! (portugiesisch für: „Ich begehre dich so sehr!“) ist eine romantische Komödie des portugiesischen Regisseurs Vicente Alves do Ó aus dem Jahr 2019.

## Inhalt
Pepê und Mia sind ein jugendlich-unbeschwert herumalberndes Liebespaar, das in großer Vorfreude ihr erstes Kind erwartet. Nach dem Besuch bei der chinesischen Wahrsagerin Madame Ping Pong, die aus Mikadostäbchen die Zukunft liest, beschließt das unbeschwert in den Tag lebende und beruflich stets erfolglose Paar, das in der Statue des Praça Marquês de Pombal versteckte Lager der Rubbellose aufzubrechen, um sich den Hauptpreis von einer Million Euro zu sichern.
Das dilettantisch vorgehende Paar wird gefasst, verurteilt und in zwei verschiedene, nach Männern und Frauen getrennten Haftanstalten untergebracht. Doch die beiden Verliebten lassen sich nicht so einfach trennen, und sie versuchen über jeden noch so abwegigen und verrückten Weg, miteinander zu kommunizieren und zueinander zu kommen. Pepês unaufhaltsamer Drang zu seiner schwangeren Geliebten weckt das Mitgefühl von immer mehr Beteiligten. Die verzweifelten Versuche gipfeln in seiner Flucht und der anschließenden Befreiung seiner geliebten Frau.
Die unerwartete mediale Aufmerksamkeit und die enorme solidarische Anteilnahme der Bevölkerung wenden das nun eigentlich vorbestimmte Schicksal der zwei am Ende noch ab und führen zu einer überraschenden, glücklichen Wendung.

## Produktion
Der Film wurde in Lissabon und Serpa gedreht und von Ukbar Filmes produziert, in Koproduktion mit dem Fernsehsender TVI und unter finanzieller Beteiligung der portugiesischen Filmförderung ICA, der Stadtverwaltungen von Lissabon und Serpa sowie des Medienunternehmens NOS Audiovisuais.
Der Filmverleih in Portugal war NOS Audiovisuais, in Deutschland war es One Filmverleih.

## Rezeption
Quero-te Tanto! kam am 18. April 2019 in die portugiesischen und am 27. Juni 2019 in die deutschen Kinos. Mit 12.888 verkauften Eintrittskarten in Portugal blieb er nicht erfolglos, konnte er die Erwartungen der Produzenten aber nicht erfüllen.
Er war für die portugiesischen Filmpreise CinEuphoria (beste Nebendarsteller) und Prémios Fantastic (beste weibliche und beste männliche Hauptrolle) nominiert. Beim Caminhos-do-Cinema-Português-Filmfestival gewann er dann den Publikumspreis als bester Film.

„Die in ihrer Bildästhetik eigenwillig artifizielle Komödie legt viel Wert auf Kostüme und Ausstattung, wobei unterschiedlichste Filmgenres zitiert werden. Die Figuren sind entweder naiv und fröhlich oder von überkandidelter Hysterie. In Kombination mit dem Look scheint der Film die Macht von Medien und Vorurteilen zu veralbern, andererseits aber auch eine beeindruckend glückliche Liebesgeschichte zu erzählen.“

2020 erschien Quero-te Tanto! als DVD in Portugal. Am 11. Juni 2020 lief der Film erstmals im portugiesischen Fernsehen, bei TVI.